# Vladimir Țiganko
Vladimir Țiganko, uneori scris Țîganko (în rusă Владимир Владимирович Цыганко), (n. 1886, Chișinău – d. 26 ianuarie 1938) a fost arhitect și deputat din Sfatul Țării, organismul care a exercitat puterea legislativă în Republica Democratică Moldovenească, în perioada 1917-1918.

## Activitatea politică
La 12 ianuarie 1918 primește de la Ion Inculeț, informat la rândul său de generalul Ernest Broșteanu, vestea inevitabilității ocupării armate a Chișinăului de către germani. La 18 ianuarie, același an formează, o delegație alături de Vladimir Cristi, Nicolae Secară și Feodor Ivanovici Neaga, cu scopul de a începe tratativele de pace cu Germania. Cu toate acestea, plecarea delegației a fost amânată pentru luna martie, dar nici atunci nu avea să se acționeze în această direcție din cauza unor evenimente care au avut loc pe parcurs. Unul dintre acestea era răspândirea veștii cum că Ucraina emitea pretenții asupra Basarabiei, iar plecarea unei delegații moldovenești în București nu era o mișcare politică tocmai potrivită la acel moment.
Fiind șef al fracției țărănești, a fost ales ca deputat în Sfatul Țării din partea minorității ruse la al treilea Congres al țăranilor. A deținut acest mandat din 22 ianuarie 1918 până în 27 noiembrie 1918.
În 16 martie, Vladimir Țiganko interpelează Guvernul Moldovean cu privire la politica externă a Republicii Moldovenești Independente, având o atitudine critică la adresa ei. În acest moment află din răspunsul ministrului D. Ciuhureanu de pretențiile Ucrainei, motiv pentru care a interzis plecarea delegației menționate mai sus la București. La anunțul acestei informații, s-a iscat un val de nemulțumiri, la care a luat parte și fracția țărănească, condusă de Țiganko.
În 26 martie este adusă în discuție problema unirii Basarabiei cu România, idee cu care Vladimir Țiganko nu este de acord. Motivația sa consta în faptul că această unire era realizabilă doar ca o alianță sau un compromis sub forma dualismului. A doua zi prezintă un al doilea motiv, faptul că Sfatul Țării nu are mandatul poporului: „Majoritatea dintre noi nu sîntem aleșii poporului, am nimerit ocazional în acest local și deci nu ne putem asuma o sarcină care nu ni s-a încredințat. O asemenea chestiune o poate rezolva numai Constituanta republicii, în tot cazul forma de alianță dintre Basarabia și România ar fi federație.” Însă acest lucru este în contradictoriu cu propunerea lui de a se face un referendum, în cadrul în care afirmă că doar fracția țărănească putea exprima poporului, având în vedere că ei reprezentau populația majoritară a țării. Continuând să susțină ideea unei alianțe federative între Basarabia și România, a sprijinit totodată și impunerea votului secret în decizia asupra acestei chestiuni. Cum cererea, susținută și de alți deputații, precum Vladimir Diaconovici, nu a fost acceptată, s-a abținut din a vota.
În cadrul Sfatului Țării a  deținut și președinția comisiei agrare între 17 mai-16 august 1918 și a făcut parte și din comisia bugetară și din comisia a doua de redactare.
După unirea Basarabiei cu România, acesta s-a stabilit în Ucraina. A fost membru al Comitetului pentru salvarea Basarabiei, condus de Alexander K. Schmidt și Aleksandr Krupensky. Ulterior s-a refugiat în URSS, fiind unul dintre fondatorii RASS Moldovenești. A decedat în urma marii epurări staliniste.

## Familie
- Tatăl – arhitect Vladimir Țîganco (n. 1854 – d. 3 noiembrie 1919, Chișinău).
- Fratele – arhitect Nicolae V. Țâganco (n. 1882, Chișinău - d. 13 octombrie 1934, Chișinău).